# Pseudantechinus roryi
Pseudantechinus roryi  (лат.) — вид из рода толстохвостых сумчатых мышей семейства хищные сумчатые. Эндемик Австралии.

## Распространение
Обитает на территории австралийского штата Западная Австралия от северной части региона Пилбара, к северу от хребта Хамерсли, до Большой песчаной пустыни на востоке. Изолированные популяции вида существуют также на полуострове Кейп-Рейндж и, возможно, на острове Барроу.
Естественная среда обитания — скалистые районы, а также прилегающие песчаные районы, покрытые спинифексом. Также встречаются вблизи термитников и на территории редколесья.

## Внешний вид
Длина тела с головой колеблется от 75 до 90 мм, хвоста — от 70 до 90 мм. Спина покрыта красно-бурым волосяным покровом. Остевой волос тёмно-коричневый. Брюхо беловатого цвета (у основания волосяной покров тёмно-серый, на две трети длины — белый). Верхняя сторона лап белая. Хвост двухцветный. Сверху покрыт желтовато-коричневым волосяным покровом, снизу — белым покровом. За ушами имеются участки ярко-оранжевого цвета. Уши крупные, закруглённые. Голова вытянутая с удлинённой мордой.

## Образ жизни
Ведёт наземный образ жизни. Активность приходится на ночь, хотя в зимние месяцы часто греется на солнце. Днём, как правило, прячется в расщелинах.
Хищники. Основу рациона составляют насекомые и другие беспозвоночные.

## Размножение
Биология вида изучена плохо. Настоящая сумка отсутствует, вместо этого имеется складка кожи. Размножение сезонное. Количество сосков у самки — 6 Количество детёнышей в потомстве — до 6.